# Гомбург (капелюх)

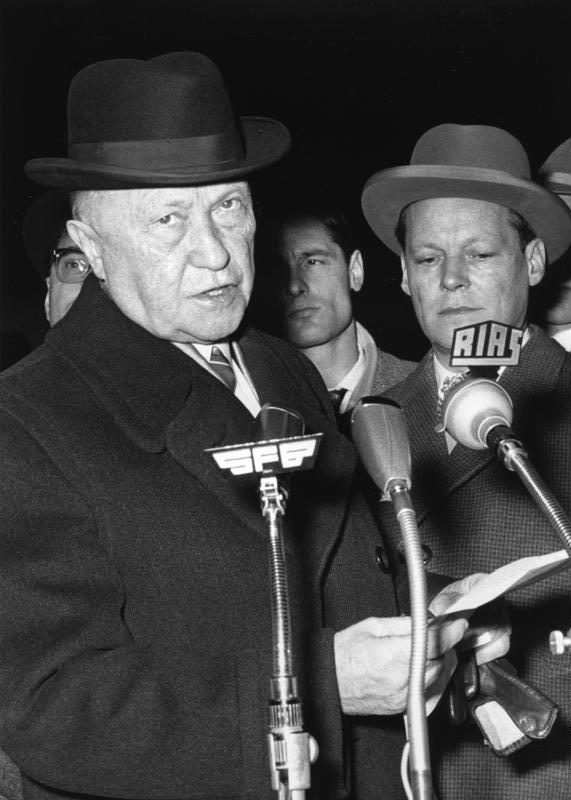
Конрад Аденауер і Віллі Брандт у гомбургах. 1961 р.

Го́мбург, хо́мбург (англ. homburg, нім. Homburg) — тип фетрового капелюха, що характеризується заломом нагорі, жорсткими, загнутими догори крисами й тасьмою на наголовку. Хоча він вважається офіційним головним убором, у Британії його не можна надівати замість циліндра.
Капелюхи такого фасону уперше стала виробляти фабрика у місті Бад-Гомбург (земля Гессен), заснована Георгом Меккелем (Möckel) у 1806 році (проіснувала до 1931). Втім, інша версія пов'язує появу гомбурга з ім'ям італійського політичного діяча Крістіано Лоббіа.
Став популярним у Великій Британії у 1882 році: принц Уельський Едуард з одного зі своїх візитів до Бад-Гомбурга привіз такий капелюх. Деякі стверджують, що гомбург був там елементом мисливського костюму і що Едуард перейняв традицію носіння від свого племінника, принца Вільгельма.
Темний гомбург став модним у 1930-х роках завдяки консерватору Ентоні Ідену, і навіть отримав його ім'я (Anthony Eden hat). Президент США Дуайт Ейзенхауер під час своєї інавгурації у 1953 році порушив вікову традицію, надівши чорний гомбург замість традиційного циліндра. На другій інавгурації (1957) він знову з'явився у гомбурзі, виготовлення якого забрало три місяці і який назвали «міжнародним» — оскільки над ним працювали робітники з десяти країн.
Наразі гомбург не дуже популярний. Він дещо відродив інтерес до себе завдяки Аль Пачіно, який носив його у «Хрещеному батьку» (через що гомбург іноді зовуть також Godfather — «Хрещений батько»). Чорний гомбург носять рабини деяких течій правовірного юдаїзму, зокрема міснагідів, хоча й там він поступово виходить з ужитку.